# Ñuñoa
Ñuñoa ist eine Kommune der Región Metropolitana de Santiago mit 208.237 Einwohnern (2017). Sie ist eine der Gemeinden der Provinz Santiago.

## Profil
Ñuñoa bedeutet „Ort der ñuños“ in der Mapuche-Sprache, eine Art endemische Wildpflanze. Als älteste Gemeinde im traditionellen Ostende Santiagos verfügt Ñuñoa über viele städtischen Annehmlichkeiten (U-Bahnen, Banken, Einkaufsmöglichkeiten usw.) und hat dennoch seinen Charakter als ruhige Wohngegend und Wohngemeinde beibehalten. Sie gehört zur nordöstlichen Zone von Santiago de Chile. Deshalb wohnen viele junge Berufstätige hier und die Bewohner der Gemeinde verfügen über ein überdurchschnittliches Einkommen. Dies hat zu einer anhaltenden Immobilienentwicklung in der gesamten Gemeinde geführt, begleitet von Gentrifizierung. Als klares Beispiel dafür hat das Barrio Italia (Italien-Viertel), das an die Kommune Providencia grenzt, eine bedeutende kommerzielle und gastronomische Entwicklung erlebt, die mit diesen Phänomenen verbunden ist.
Die meisten Geschäftsaktivitäten finden entlang der Avenida Irarrázaval statt, einer 6 km langen Durchgangsstraße, die die gesamte Gemeinde in Ost-West-Richtung durchquert. In Ñuñoa befindet sich auch die einzige Moschee Santiagos und das Estadio Nacional de Chile, Chiles größter Sportkomplex.
In Bezug auf deutschsprachige Gemeinschaften innerhalb der Kommune wurden dort die Schweizerschule Santiago und der Schweizer Klub gegründet. Beide Institutionen gehören der Schweizer Minderheit in Chile an. In einem historisch-religiösen Sinn wurde die lutherische Gemeinde La Trinidad von deutschsprachigen Lutheranern gegründet, ist aber heute eine spanischsprachige evangelische Kirche.

## Demografie
Laut der Volkszählung 2017 lebten in der Gemeinde Ñuñoa 208.237 Personen. Davon waren 95.409 Männer und 112.828 Frauen.

## Persönlichkeiten
- René Quitral (1924–1982), Fußballspieler